# Callipogon beckeri
Callipogon beckeri är en skalbaggsart som beskrevs av Auguste Lameere 1904. Callipogon beckeri ingår i släktet Callipogon och familjen långhorningar. Inga underarter finns listade.